# Панюта Віталій Володимирович
 Віта́лій Володи́мирович Паню́та (нар. 29 жовтня 1978, м. Конотоп, Сумська область, Українська РСР, СРСР — пом. 24 жовтня 2022, поблизу Бахмута на Донеччині) — український військовий, учасник російсько-української війни, що трагічно загинув під час російського вторгнення в Україну.

## Життєпис
Віталій Панюта народився 1978 року в Конотопі на Сумщині. Після закінчення Конотопської спеціалізованої школи № 3, продовжив навчання в Конотопському вищому професійному училищі № 4, а відтак закінчив Глухівський національний педагогічний університет імені Олександра Довженка. Певний час працював у Конотопському ДП «Авіакон», а згодом — на будівництві в містах України та далекого зарубіжжя. Під час повномасштабної війни України проти країни-агресора в червні 2022 року мобілізований до лав Збройних Сил України. Ніс військову службу на посаді розвідника-радіотелефоніста 53-ї окремої механізованої бригади ЗСУ. Загинув 24 жовтня 2022 року поблизу Бахмута на Донеччині під час виконання бойового завдання в бою. Чин прощання із загиблим пройшов 28 жовтня 2022 року в Соборі Різдва Пресвятої Богородиці Конотопа. Поховали Віталія Панюту на Гороховому кладовищі в селі Попівка поблизу Конотопа.

## Нагороди
- орден «За мужність» III ступеня (2023, посмертно) — за особисту мужність, виявлену у захисті державного суверенітету та територіальної цілісності України, самовіддане виконання військового обов’язку.